# 아사드 이븐 사만
아사드 이븐 사만(영어: Asad ibn Saman, ? ~ ?)은 사만 왕조 창시자이다. 아버지는 사만 호다이다.
전해지는 이야기에 따르면, 아사드 이븐 사만이라는 이름은 사만 호다를 이슬람교로 개종시킨 호라산(en:Greater Khorasan)의 칼리파 아사드 이븐 압드 알라 알콰스리(Asad ibn 'Abd-Allah al-Qasri)의 이름을 따 지어졌다고 한다. 또한 아사드에겐 각각 사마르칸트, 페르가나, 타슈켄트, 헤라트를 다스리는 누 이븐 아사드, 아흐마드 이븐 아사드, 야히아 이븐 아사드, 엘리아스 이븐 아사드라는 넷의 아들이 있는데, 후대의 나스르 1세와 이스마일 사마니는 아흐마드 이븐 아사드의 자손이다.

## 참고
- To the Question of the Origin of the Samanids by Shamsiddin S. Kamoliddin, in Transoxiana 10, July 2005.